# Van Buren Place Historic District

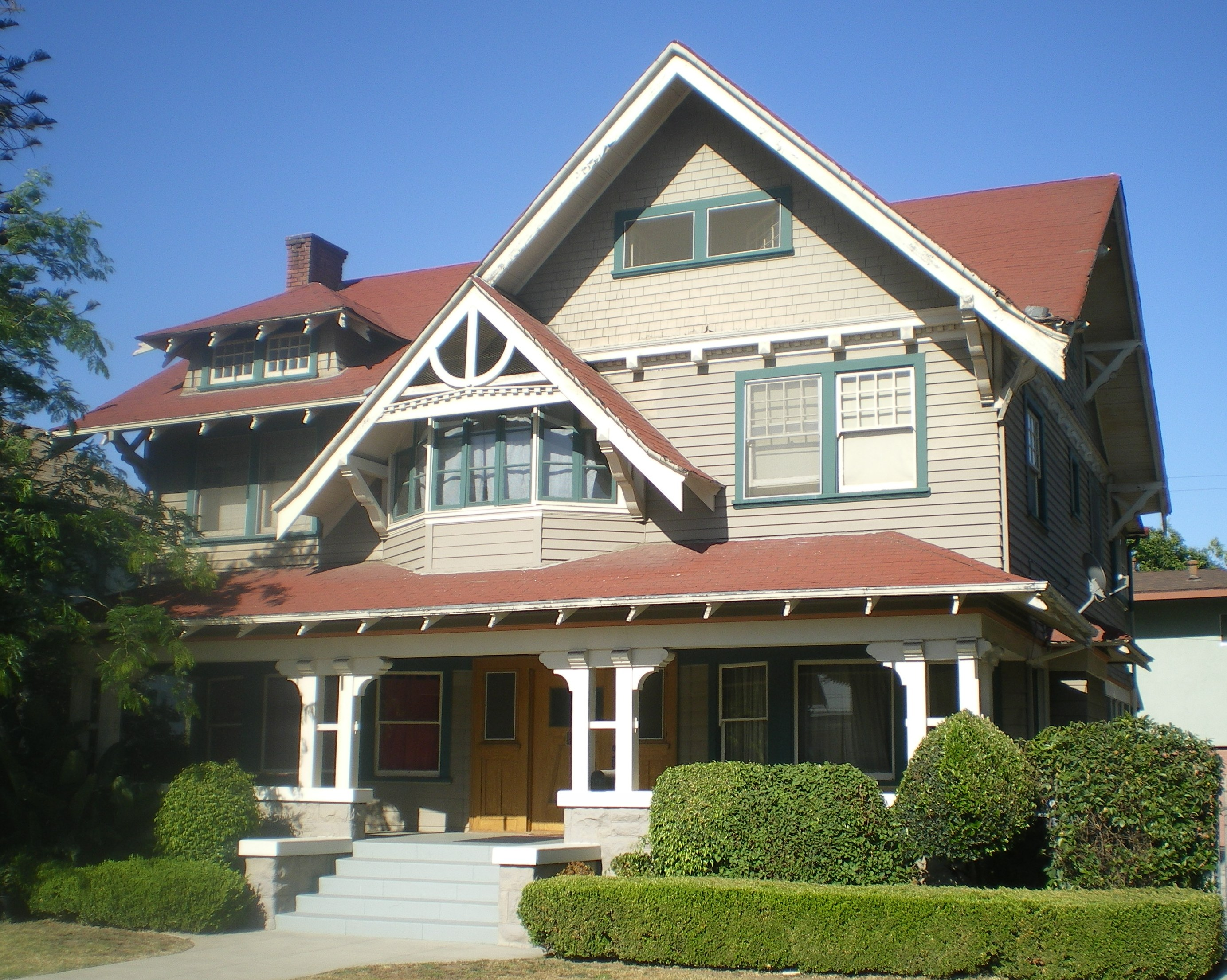
Edificio nel Van Buren Place Historic District

Il Van Buren Place Historic District è un sottoquartiere storico del distretto di West Adams a Los Angeles in California. Si trova al blocco 2600 di Van Buren Place ed è costituito edifici in stile Craftsman, Shingle-Craftsman e Tudor-Craftsman costruiti tra il 1903 ed il 1916. L'area venne fondata da Percy H. Clark che nella zona vi costruì 6 edifici.
Il Van Buren Place Historic District dal 1989 fa parte del National Register of Historic Places.